# ベルティンツィ
ベルティンツィ（Beltinci, ハンガリー語：Belatinc(z)） は、スロベニアの町であり、そしてスロベニア北東部に位置する地方行政区画としての市でもある。